# لفل أب (مسلسل)
مسلسل لفل أب، مسلسل تلفزيوني أمريكي.

## القصة
تحكي القصة عن أبطال لفل أب المراهقين الذين يحاولون وقف الحاقد من الهرب من اللعبة المعروفة: فاتح العوالم. في عالم الإنترنت والويب، وجميعهم أعضاء في عشيرة الرابح الكبير. ولكن عندما تبدأ وحوش اللعبة بالتسرب إلى العالم الحقيقي، عليهم خوض المعركة بأنفسهم.

## الشخصيات
- وايت بلاك: مثالي متحمس عمره 15 سنة ومرتبك بعض الشيء. يتمتع بذكاء حاد ولديه هوس بالتكنولوجيا كما أن علامته المدرسية ممتازة، ويؤدي دوره جيلان كونيل.
- لايل هوغنسون: وسيم ورياضي عمره 16 سنة. وهو من الظهير لفريق كرة القدم ويعتبر من المراهقين الأشداء في المدرسة. يتمتع بشخصية ساحرة ويترأس مجموعة من الشباب الرائعين في المدرسة، ويؤدي دوره جيسي آشر.
- دانتي أونتيرو: طائش ومتحكم عمره 15 سنة مع نزعة قوية من التسرع وتحدي الغير. يمتاز بالشجاعة والتقة وهو يتورط دائماً في المشاكل بسبب مزاحه الثقيل وأعماله الجريئة ة، ويؤدي دوره Connor Del Rio.
- أنجي بريتو: طيفة مشرقة، وفضولية عمرها 15 سنة. إنها شجاعة وعنيدة ولكنها فضولية وإستحواذية إلى حد ما، وتؤدي دورها ايمي كاريرو.

## روابط خارجية
- لفل أب على موقع IMDb (الإنجليزية)
- لفل أب على موقع روتن توميتوز (الإنجليزية)
- لفل أب على موقع ألو سيني (الفرنسية)
- لفل أب على موقع كينوبويسك (الروسية)
- لفل أب على موقع قاعدة بيانات الفيلم (الإنجليزية)